# Psilophrys brachycornis
Psilophrys brachycornis är en stekelart som beskrevs av Shi, Wang och Si 1992. Psilophrys brachycornis ingår i släktet Psilophrys och familjen sköldlussteklar. Inga underarter finns listade i Catalogue of Life.